# آرتور نووتریاسوف
آرتور نووتریاسوف (اوکراینی: Артур Миколайович Новотрясов؛ زادهٔ ۱۹ ژوئیهٔ ۱۹۹۲) بازیکن فوتبال اهل اوکراین است.
از باشگاه‌هایی که در آن بازی کرده‌است می‌توان به باشگاه فوتبال تاوریا سیمفروپول و باشگاه فوتبال کارپاتی لویو اشاره کرد.
وی همچنین در تیم ملی فوتبال Ukraine-19 بازی کرده‌است.